# We Ran
We Ran è un album in studio della cantante statunitense Linda Ronstadt, pubblicato nel 1998.

## Tracce
1. When We Ran – 5:08 (John Hiatt)
2. If I Should Fall Behind – 4:06 (Bruce Springsteen)
3. Give Me a Reason – 3:59 (Marion Hall)
4. Ruler of My Heart – 3:37 (Naomi Neville)
5. Just Like Tom Thumb's Blues – 7:48 (Bob Dylan)
6. Cry 'Til My Tears Run Dry – 4:01 (Scott Fagan, Doc Pomus, Mort Shuman)
7. I Go to Pieces – 3:47 (Troy Newman, Waddy Wachtel)
8. Heartbreak Kind – 3:31 (Paul Kennerley, Marty Stuart)
9. Damage – 3:19 (Waddy Wachtel)
10. Icy Blue Heart – 4:57 (John Hiatt)
11. Dreams of the San Joaquin – 5:15 (Jack Wesley Routh, Randy Sharp)